# IC 5090
IC 5090 је спирална галаксија у сазвјежђу Водолија која се налази на листи објеката дубоког неба у Индекс каталогу.
Деклинација објекта је - 2° 1' 55" а ректасцензија 21h 11m 30,6s. Привидна величина (магнитуда) објекта IC 5090 износи 13,5 а фотографска магнитуда 14,4. IC 5090 је још познат и под ознакама UGC 11691, MCG 0-54-3, CGCG 375-6, IRAS 21089-0214, PGC 66299.